# 네로 (건담 시리즈)
네로(영어: Nero, 일본어: ネロ)는 《건담 시리즈》에 등장하는 모빌 슈트(MS)로 분류되는 가공의 유인 조종식 인간형 로봇 병기이다. 1987년부터 1990년까지 《모델 그래픽스》에 연재된 《건담 센티넬》에서 처음으로 등장했다.
작품 내에서 군사 세력 중 하나인 지구연방군의 양산기이다. 주역기인 S 건담(슈페리어 건담)과 설정 상에 존재 하는 λ 건담(람다 건담)의 구조를 조합해 제조되었다. 연방제 양산기의 대표격인 짐의 컨셉을 계승하고 있다.

## 같이 보기
- 짐